# Prof.紫龍
Prof.紫龍（ぷろふぇっさーしりゅう）は日本の男性声優。主にアダルトゲームに声をあてている。

## 出演作品

### アダルトゲーム
- 斬魔大聖デモンベイン（ドクター・ウェスト[1]）
- くれいどるそんぐ 〜昨日に奏でる明日の唄〜（ラウス・カイル）
- あねいも2 〜Second Stage〜（小野寺和義[2]、久坂順[3]）
  - あねいも2H's（小野寺和義[4]）
- 終末少女幻想アリスマチック（上泉信綱[5]）
- Peace@Pieces（相原一義）
  - わんもあ@ぴぃしぃず（相原一義）
- しろくまベルスターズ♪（ジェラルド・ラブリオーラ[6]）
- 咎狗の血（???/ナノ[7]）
- アザナエル（ミリP）
- 恋色マリアージュ（森川剛健[8]）

### コンシューマー
- 終末少女幻想アリスマチック 〜Apocalypse〜（上泉信綱[9]）

### ドラマCD
- 咎狗の血 初回特典ドラマCD（n（ナノ））
- 咎狗の血 Image drama CD vol.1（n（ナノ）[10]）
- Dies irae Verfaulen segen（フォルカー・バルリング[11]）
- 愛し君に、戀文を　若狭京一郎 編（若狭京一郎[12]）